# Woodlawn (Baltimore County, Maryland)
Woodlawn és una concentració de població designada pel cens dels Estats Units a l'estat de Maryland. Segons el cens del 2000 tenia 36.079 habitants.

## Demografia
Segons el cens del 2000, Woodlawn tenia 36.079 habitants, 13.936 habitatges, i 9.281 famílies. La densitat de població era de 1.451,1 habitants per km².
Dels 13.936 habitatges en un 33,8% hi vivien nens de menys de 18 anys, en un 43,6% hi vivien parelles casades, en un 18,3% dones solteres, i en un 33,4% no eren unitats familiars. En el 27,2% dels habitatges hi vivien persones soles el 7,3% de les quals corresponia a persones de 65 anys o més que vivien soles. El nombre mitjà de persones vivint en cada habitatge era de 2,57 i el nombre mitjà de persones que vivien en cada família era de 3,13.
Per edats la població es repartia de la següent manera: un 26,7% tenia menys de 18 anys, un 7,6% entre 18 i 24, un 33,1% entre 25 i 44, un 22% de 45 a 60 i un 10,5% 65 anys o més.
L'edat mediana era de 35 anys. Per cada 100 dones de 18 o més anys hi havia 84 homes.
La renda mediana per habitatge era de 48.878 $ i la renda mediana per família de 54.490 $. Els homes tenien una renda mediana de 36.789 $ mentre que les dones 31.242 $. La renda per capita de la població era de 21.710 $. Entorn del 4,3% de les famílies i el 6,3% de la població estaven per davall del llindar de pobresa.

## Poblacions més properes
El següent diagrama mostra les poblacions més properes.